# Скорошешть
Скорошешть, Скорошешті (рум. Scoroșești) — село у повіті Бузеу в Румунії. Входить до складу комуни Одейле.
Село розташоване на відстані 113 км на північ від Бухареста, 34 км на північний захід від Бузеу, 114 км на захід від Галаца, 79 км на схід від Брашова.

## Населення
За даними перепису населення 2002 року у селі проживали 85 осіб, усі — румуни. Усі жителі села рідною мовою назвали румунську.